# Édith de La Héronnière
Édith de La Héronnière est un écrivain français, née à Paris. Elle est l'auteur de récits, d'essais et de biographies. Parente, par son arrière-grand-mère paternelle, de l'écrivain Remy de Gourmont .

## Biographie
Édith de La Héronnière a fait des études de philosophie à la Sorbonne. Elle a été l'élève de Vladimir Jankélévitch, sous la direction duquel elle a écrit son mémoire de maîtrise et son doctorat de troisième cycle .
En 1973, Édith de La Héronnière s'installe à Vézelay, où elle exerce divers métiers (employée de librairie, correspondante de presse) avant de devenir la secrétaire de l'écrivain Maurice Clavel . Elle mène parallèlement des travaux éditoriaux pour les Éditions du Seuil, les Éditions Larousse, les Éditions Robert Laffont et Klincksieck.
Les années qui vont de 1981 à 2001 sont marquées par son retour à Paris et la concentration de ses activités sur l'écriture. En 1993, paraît son premier récit La ballade des pèlerins aux éditions Mercure de France; celui-ci obtient le prix Thyde Monnier de la Société des gens de lettres . Ces années sont jalonnées par de très nombreux séjours à Rome, aux côtés du photographe Arturo Patten . Elle fait alors connaissance à Naples de l'écrivain polonais Gustaw Herling-Grudziński. Des voyages, motivés par des projets littéraires, la conduisent aux États-Unis, en Sicile, en Chine, en Inde .
En tant qu'auteur, Édith de La Héronnière collabore à diverses collections éditoriales et revues : La Nouvelle Revue française , Critique, Traverses, Légendes, GEO, Beaux Arts magazine, Jardins, Revue des deux Mondes. Édith de La Héronnière a dirigé une collection littéraire (Kimono) aux éditions L'Ippocampo à Milan. Jusqu'en mai 2015, elle a fait partie du comité de rédaction et du comité de lecture de la Revue des deux Mondes .

## Œuvres
Édith de La Héronnière a écrit des récits de voyage sur le chemin de Compostelle et sur la Sicile. Elle a publié des ouvrages biographiques sur le poète Joë Bousquet et sur le jésuite paléontologue Pierre Teilhard de Chardin. Sur Vézelay, Édith de La Héronnière a publié un essai, un texte court linogravé, illustré par Jean-Marie Queneau, ou encore un recueil de textes sur les chapiteaux de la basilique Sainte-Madeleine. Édith de La Héronnière a écrit des essais littéraires: Promenade parmi les tons voisins, Mais la mer dit non. La plupart de ses livres ont été traduits en italien par les éditions Sellerio à Palerme et L'Ippocampo à Milan.

### Publications
- La ballade des pèlerins, Mercure de France, 1993, Éditions Sellerio, 2005.
- Châteaux et manoirs de Bourgogne, Éditions du Chêne, 1993.
- Entretien sur le mal, dans Variations sur les ténèbres de Gustaw Herling-Grudziński, Éditions du Seuil, 2006, L’Ancora del Mediterraneo, 2006.
- Teilhard de Chardin, une mystique de la traversée, Pygmalion, 1999, Albin Michel, 2003, L’Ippocampo, 2006.
- Vézelay, l'esprit du lieu, Pygmalion, 2000, Payot, 2005.
- Du volcan au chaos, journal sicilen, Pygmalion, 2002, L’Ippocampo, 2005, 2013.
- Guerres, Arfuyen, 2003; L'Ippocampo, 2006.
- Vézelay, illustrations de Jean-Marie Queneau, Éditions de la Goulotte, 2003.
- Le jardin des plantes de Paris, dans Le promeneur de Paris (jardins), Éditions Paris -Musées/Actes Sud, 2003.
- Joë Bousquet, une vie à corps perdu, Albin Michel, 2006.
- Promenade parmi les tons voisins, Isolato, 2007.
- Histoires lapidaires, Fanlac, 2008.
- Le labyrinthe de jardin ou l'art de l'égarement, Klincksieck, 2009.
- Mais la mer dit non, Isolato, 2011, L’Ippocampo, 2013.
- Contes des sages pèlerins, Éditions du Seuil, 2012, L’Ippocampo, 2013.
- Du volcan au chaos. Journal sicilien. Nous, 2017.
- La Sagesse vient de l'ombre. Dans les jardins de Sicile. Klincksieck, 2017.
- Fugue romaine. Desclée de Brouwer, 2018.
- Trinacria. Le Phare du Cousseix, 2018.
- La Ballade des pèlerins, nouvelle préface. Le Bruit du temps, 2020.
- Les ombres douces, illustré de gouaches de Jean-Marie Queneau. L'Atelier des Noyers, 2021.
- Chemins de traverse. Klincksieck, 2021.

### Traductions de l'anglais
- L'homme qui prenait sa femme pour un chapeau, Olivier Sacks, Éditions du Seuil, 1998
- Lettres de Teilhard de Chardin et de Lucile Swan, Éditions Lessius, 2009.
- Lettres de Lafcadio Hearn. Pocket, collection Agora, 2014.

### Préfaces
- A la manière d'un troglodyte ébloui, in Proust contre la déchéance, Joseph Czapski, l'Ancora del Mediterraneo, Naples, 2005
- Ana No, de Agustín Gómez-Arcos, L'Ippocampo, 2005
- Un bel mattino d'estate, de Laurie Lee, L'Ippocampo, 2005
- L'Odalisca perduta, d'Adrien Goetz, L'Ippocampo, 2005
- Pelle per pelle, de Llewelyn Powys, L'Ippocampo, 2006
- L'Agnello carnivoro, de Gomez Arcos, L'Ippocampo, 2006
- "La plus belle aventure du monde", de Jacques Lacarrière, Isolato, 2011.
- Lafcadio Hearn, Pocket, collection Agora, 2014.
- Elle avait sur le sein des fleurs de mimosa, de Julien Bosc , La Tête à l’envers, 2019

### Textes pour des catalogues d'exposition
- Nicolas de Staël à Antibes, Musée Picasso, Antibes, 1986
- Tombeaux ouverts de Claude Stassart-Springer, Bruxelles, 1987
- Étienne Hajdu, Cloître des Jacobins, Toulouse, 1991
- Peintures de Jean-Marie Queneau, Sens, 1993
- Fugues sylvestres d'Astrid de la Forêt, Avallon, 2005
- Entre l'austère et l'éclatant, peintures de Luc Gauthier, Paris, 2005
- Corps en proue de Philippe Parodi, Marseille, 2008
- Peintures d'Iris Fossier, catalogue de la Casa Velasquez, 2009
- La Pietra inquieta, exposition de Gianni Provenzano, Agrigente, 2011
- À l'époque où Pirandello tombait sur la terre, exposition de photos anciennes d'Agrigente, 2011
- Une nuit dans la Vallée des Temples, exposition de Mitoraj, Agrigente, 2011.
- Une poétique baroque : Exposition Eugène Green, L’Image de la Parole, Casa do Cinema Manuel de Oliveira. 2019.
- Gustaw Herling lecteur de Leonardo Sciascia, Todomodo Anno X, Leo Olschki, 2020.